# Domingo Antonio Sifontes
Domingo Antonio Sifontes Velásquez (Cantaura, Barcelona, Venezuela, 9 de mayo de 1838 - Tumeremo, Bolívar, Venezuela, 9 de enero de 1912) fue un General Venezolano nacido de una familia agricultora que se estableció durante su infancia en la localidad de Tumeremo donde fue llamado «El llanero Intelectual», por su pasión por la lectura desde su juventud.

## Vida y carrera
Nació en Chamariapa (actual Cantaura) el 9 de mayo de 1838, hijo de Manuel Antonio Sifontes y Josefa Velásquez. Bautizado el 12 de mayo de 1838 en Cantaura. En una juventud dedicada a las actividades del campo y al estudio, el joven Sifontes decide alistarse en la academia militar para formar parte de las fuerzas armadas, el joven procedente de familia humilde destacó rápidamente por sus méritos lo que lo llevaría a una larga carrera como estratega y soldado.
Debido al avance inglés sobre el Río Esequibo durante la independencia y las guerras civiles venezolanas, se creó la “Comisaría Nacional del Cuyuní y sus Afluentes” en 1884 entre los ríos Yuruari y Cuyuní, a la que se asignó una guarnición militar para esta zona y una compañía de la Fuerza Armada de Venezuela, a cargo del general Domingo Antonio Sifontes, que fue nombrando comisario general de la entidad.
En el ejercicio de este cargo, se dedicó a la exploración de la zona, la protección de los indígenas que allí habitaban y el cuidado de la comisaría, manteniéndola completa, equipada y distribuida por el territorio que le fue asignado, así como la creación de sub-comisarías, proceso que llevó a cabo con rapidez.
El 2 de marzo de 1884, fundó la población de El Dorado, en la que estableció un puesto militar con el objetivo de expulsar a los invasores del área. Este hecho le dio el reconocimiento como héroe local.
A pesar de que las órdenes de Sifontes eran la destrucción inmediata de asentamientos de británicos e impedir maniobras militares de ellos a toda costa, el general Sifontes procedió con diplomacia, interesado en evitar confrontaciones armadas, postura que se debilitó en 1887 con la ruptura de relaciones con el Reino Unido por parte del gobierno de Antonio Guzmán Blanco por adjudicarse por decreto a El Callao (Bolívar), Guasipati y El Dorado al territorio de la Guyana Británica.

### Incidente del Río Cuyuní
El 2 de enero de 1895 se produce el llamado Incidente del Cuyuní, bautizado así por el propio general Sifontes, fue un enfrentamiento armado entre venezolanos y británicos, en el que por dirección de Sifontes los venezolanos salieron vencedores. A horas de la madrugada, los hombres del "inspector Barnes" de Inglaterra, tomaron un puesto militar desocupado, de nacionalidad venezolana, ubicado en el margen izquierda de río, en el cual los hombres de Barnes izaron la bandera inglesa en tierras venezolanas durante el día.
Ante este hecho, el capitán Andrés Avelino Domínguez, segundo al mando de Sifontes, fue enviado a recuperar el asentamiento. Después de un intercambio de disparos el resultado fue la retirada de los ingleses y el apresamiento de Barnes y sus hombres, que fueron llevados a la Comisaría General, lo que aumentó las tensiones entre ambos países, en medio de una crisis interna que vivía Venezuela. Los restos de Domingo Antonio Sifontes fueron conducidos al Panteón Nacional de Venezuela en 2024.

## Legado
- En su Honor se nombró el Municipio Sifontes en el estado Bolívar, con capital en Tumeremo donde sirvió la mayor parte de su vida.

- Su nieto, el ingeniero Horacio Cabrera Sifontes publica en 1988 un libro titulado "El abuelo" donde redacta ensayos de la biografía del general.[4]